# Johan Keller (författare)
Johan Keller (pseudonym Erik Dybdahl), född 23 juni 1866 i Köpenhamn, död 12 maj 1930, var en dansk författare. Han var son till professor Johan Keller.
Keller blev student 1885 vid Borgerdydskolen i Köpenhamn och cand. phil. 1886. Sistnämnda år utgav han under pseudonym Forsorgen for de Aandsvage och debuterade samma år, också under pseudonym, som dramatiker med Et Haandtryk. Keller skrev senare många berättelser och romaner, bland annat Smaakaarsfolk (1895), Situationer (1899), Fru Karen (1903), Overlærer Løvgren (1912) och Abnorme eksistenser (1918), vilka visade kännedom om och förståelse för dem, som är dåligt rustade i livets strid. Han skrev även barnböcker, Smaa Fortællinger og Vers: For mindre Børn i Skole og Hjem (1901) och Smaa Historier for Børn (1902)  samt utgav minnesskriften Den Kellerske Aandssvage-Anstalt 1865-1915: et Tilbageblik i korte Rids (1915).
Keller var från år 1899 rektor vid den av brodern Christian Keller ledda sinnesslöanstalten i Brejning vid Vejlefjorden och redigerade från 1919 Nyt tidsskrift for abnormvæsenet i Norden. År 1895 gifte han sig med Augusta Johanne Marie Betzonich.